# Villa Gruber De Mari
La Villa Gruber De Mari è un edificio storico di Genova,  nel quartiere di Castelletto, destinato a parco pubblico a partire dal XX secolo.
L'intero complesso, comprensivo della grande villa padronale, del parco, della villa liberty, e delle varie pertinenze, sono sottoposte a vincolo di tutela da parte della soprintendenza.

## Storia
Fu costruita dalla nobile famiglia De Mari nella seconda metà del Cinquecento, nella zona compresa fra le salite di Sant'Anna e di San Rocchino, nel quartiere di Castelletto. Include la retrostante torre di avvistamento, coeva all'epoca di edificazione, mentre la vicina chiesa di Santa Maria della Sanità era in origine cappella gentilizia della famiglia.
Nel 1664 vi soggiornò il Doge della Repubblica di Genova Stefano De Mari (in ligure Stêva De Mâri).
Nel 1856 la proprietà passò all'industriale austriaco Adolf Grüber, da cui ancora oggi la villa prende il nome, persa la dieresi. La famiglia effettuò alcune modifiche negli ambienti interni, lasciando sostanzialmente inalterato l'aspetto esterno dell'edificio. Agli inizi del Novecento fu costruita all'interno del parco una palazzina in stile liberty. Negli anni trenta del Novecento, la villa con gli ampi spazi verdi circostanti fu ceduta alla Società Perrone, che procedette alla lottizzazione di una parte consistente del parco per l'edificazione di eleganti palazzine residenziali.
La proprietà è infine passata al Comune di Genova, che ha destinato a uso pubblico la parte rimanente del parco, oggi un ampio spazio verde di 13500 m².
La villa, parte della quale ospita una locale stazione carabinieri, accoglieva un tempo la sede del Museo americanistico Federico Lunardi, poi trasferito al castello D'Albertis. Uguale sorte per la villetta liberty, inutilizzata per molti decenni. Nel 2023 per entrambi gli edifici è stato stanziato un piano di 7 milioni di euro per la conversione dei due edifici in asilo nido e polo per l'infanzia.

## Descrizione
La villa si compone di tre elementi principali:
1. Il grande parco, uno spazio di 13500 m²[4] con sinuosi viali alberati ornati da ciottoli, fontane e piccole strutture secondarie
2. La villa principale, in stile neoclassico, di dimensioni imponenti, collocata in posizione dominante sull'intero complesso.
3. La villetta in stile liberty, di dimensioni più contenute, collocata nel lato orientale del parco.

La villa è situata in posizione panoramica all'interno dell'ampio parco all'inglese tra macchie alberate. Confina a sud-ovest con il giardino di Villa Croce.
Nel corso dei secoli l'edificio principale è stato oggetto di modifiche e rifacimenti. Le forme moderne si raggiunsero alla fine del XVIII secolo, quando fu realizzata la “sala delle colonne” e venne riedificata la facciata in stile neoclassico, arricchita da un frontone decorato a bassorilievo e lesene e capitelli in stile ionico, al di sotto della quale si apre un'ampia terrazza panoramica, in comunicazione col parco sottostante per mezzo di una scala a tenaglie con rampe convergenti.